# Hovhannes Zardaryan
Hovhannes Zardaryan (en arménien Հովհաննես Զարդարjան ; né le 8 janvier 1918 à Kars et mort le 21 juillet 1992 à Erevan) est un artiste peintre arménien. 

## Biographie
Hovhannes Zardaryan est né le 8 janvier 1918 à Kars (aujourd'hui en Turquie) dans une famille d'artisans. Pendant le génocide arménien, la famille de Zardaryan se réfugie d'abord à Armavir, puis à Krasnodar et finalement s'installe, en 1920, à Tiflis, où, à 15 ans, Hovhannes commence ses études à l'Académie géorgienne des beaux-arts. En 1933, il déménage à Erevan où il poursuit ses études au Collège des beaux-arts (plus tard École spécialisée Terlemezyan) sous la direction des peintres arméniens Vahram Arakelyan et Sedrak Gayfezdjian.